# Üçoluk, Konyaaltı
Üçoluk là một xã thuộc huyện Konyaaltı, tỉnh Antalya, Thổ Nhĩ Kỳ. Dân số thời điểm năm 2011 là 227 người.